# Георги Стоев (писател)
Вижте пояснителната страница за други личности с името Георги Стоев.
Георги Стефанов Стоев е български писател. Автор е на няколко творби, касаещи българската мафия от времето на прехода, в които твърди, че е пряк свидетел на описаните събития. Една от версиите за смъртта му е, че е убит заради публикуваните книги.

## Биография
Роден е на 26 септември 1973 г. в село Миланово, Софийска област. Като младеж е борец в училището „Олимпийски надежди“ в София, което след падането на комунизма е затворено, а борците създават банда. По-късно Стоев обръща гръб на мафията и започва да пише книги.
Той е част от силовите бригади на Поли Пантев. Един от най-доверените силоваци на Поли Пантев, Георги Стоев става и близък на Георги Пехливанов, който след смъртта на Поли Пантев става негов наследник. В книгата „СИК“ Георги Стоев признава, че сам или в съучастие, е извършвал криминални деяния, някои от които брутални, но не е подведен под отговорност. Според Георги Стоев в годините след убийството на Поли Пантев се извършват много убийства, които го карат да се опита да се измъкне от заобикалящата го среда. Той снабдява с информация за книгите му Христо Калчев.
Стоев е готов да свидетелства срещу един от основателите на СИК – Младен Михалев – Маджо, но разследването е спряно от най-високо ниво в прокуратурата и МВР. Малко преди да бъде убит Стоев заявява пред своя адвокат „нещо ще се случи“, а малко по-късно е смъртоносно ранен пред хотел „Плиска“ в София, с три куршума в главата, в 12:53 часа, умира около 19:20 след операция в „Пирогов“. Запитан след убийството на Георги Стоев, главният прокурор на София Николай Кокинов заявява, че Георги Стоев никога не е искал да свидетелства, въпреки многото предавания, в които Георги Стоев многократно настоява прокуратурата да му обърне внимание. Заподозрян за убийството е негов съученик и съратник в СИК Марио Васев (по-късно преминал в АПОЛО и БОЛКАН). С повдигнатото обвинение обаче единствените доказателства са местонахождението на GSM апарат в една и съща клетка и скоро делото е прекратено.

## Литературни произведения
До средата на 2007 година Георги Стоев издава книги в издателска къща „Световит“. При създаването на трите книги за СИК голяма помощ му оказват Славея Иванова и Христо Калчев. Романите му са с ниска литературна стойност. Свидетелство са за епохата на прехода и въпреки претенциите за достоверност са по-скоро четиво, онагледяващо процеси и явления в обществото, за които авторът и читателите са се досещали.
В „BG Кръстника 3“ Стоев пише за виден офицер от тайните служби и за политик. „Това е книгата, която ще ме убие“, казва той на своя издател, когато му връчва ръкописа. В друга книга той пише за бос на мафията, който му предложил 240 хил. английски лири, за да убие друга престъпна фигура. Според романа Стоев отказва и отива в полицията.
Издадените книги на Георги Стоев са:
2006
- ВИС (Световит)
- ВИС-2 (Световит)

2007
- СИК Книга първа (Световит)
- СИК Книга втора (Световит)
- СИК Книга трета (Световит)
- На пилона (Световит)
- BG Кръстника (Ню Медиа Груп) – Истинската история на Маджо
- BG Кръстника 2 (Ню Медиа Груп) – Маргина, Бойко и другите

2008
- BG Кръстника 3 (Ню Медиа Груп) – Любен Гоцев – истинският Кръстник
- Имало едно време на Изток (Ню Медиа Груп)